# سید مهدی صادقی
سید مهدی صادقی (زادۀ ۱۳۳۲ قم) استاندار قم در دولت یازدهم و دولت دوازدهم از ۲۴ تیر ۱۳۹۴ تا ۲۶ آبان ۱۳۹۷ بوده‌است. وی سابقه مدیرعاملی شرکت هواپیمایی ایران ایرتور را نیز در کارنامه خود دارد.
وی در تاریخ ۲۶ آبان ماه ۱۳۹۷ در راستای قانون منع به‌کارگیری بازنشستگان از سمت خود به عنوان استاندار قم استعفا داد.
حل مشکل بدهی ۷۰۰ میلیاردی شهرداری قم، حل مشکل سیلاب رودخانه قمر در و ذخیره‌سازی پایدار منابع آبی این سیلاب‌ها جهت استفاده در اراضی کشاورزی پایین دست قمرود و خلع ید سرمایه‌گذار فرودگاه قم (پروژه فاقد مجوزهای قانونی) از مهمترین اتفاقات زمان وی محسوب می‌شود.
سوابق اجرایی و مدیریتی:
حضور در نهضت آیت‌الله خمینی و همراهی مردم قم از آغاز مبارزات مردمی علیه رژیم پهلوی
عضویت در کمیته انقلاب اسلامی در ابتدای پیروزی انقلاب اسلامی
مدیریت انتظامی بیت آیت‌الله خمینی در سال ۵۷
عضویت در سپاه پاسداران انقلاب اسلامی پس از تأسیس این نهاد
عزیمت به منطقه کردستان در سال ۵۹ و همرزمی با شهیدان محمد بروجردی، ناصر کاظمی و حاج حسین روح‌الامین برای تأمین امنیت و آرامش این منطقه تا سال ۶۵
مسؤولیت باشگاه افسران سپاه، عضو شورای فرماندهی سپاه سنندج و قائم مقام اطلاعات و بررسی‌های سیاسی سپاه در کردستان از سال ۵۹ تا ۶۵
مدیرکل اطلاعات استان هرمزگان و سواحل درگیر جنگ طی سالهای ۶۶ تا ۶۸
انجام فعالیت‌های دیپلماتیک در زمینه مسائل سیاسی، علمی، اقتصادی و جذب نخبگان ایرانی در کشورهای اروپایی از سال ۶۸ به مدت سه سال
مدیرکل گذرنامه ریاست جمهوری از سال ۷۱ تا ۷۷
معاون مدیرعامل هواپیمایی جمهوری اسلامی ایران (هما)، ریاست ایستگاه‌های داخل و خارج شرکت هواپیمایی هما و ریاست هیئت مدیره شرکت هواپیمایی ایران ایرتور از سال ۷۷ تا ۸۱
عضو هیئت مدیره و مدیرعامل شرکت هواپیمایی ایران ایرتور و ارتقای جایگاه این شرکت به دومین ایر لاین کشور از سال ۸۱ تا ۹۰
ریاست هیئت مدیره و مدیرعامل شرکت انبارهای عمومی و خدمات گمرکی ایران و همزمان نایب رئیس هیئت مدیره شرکت هواپیمایی آسمان از سال ۹۲ تا ۹۴